# Classic Loire-Atlantique 2021
Classic Loire-Atlantique 2021 er den 21. udgave af det franske cykelløb Classic Loire-Atlantique. Det skulle efter planen have været kørt den 27. marts 2021 på en 16,8 km lang rundstrækning i kommunerne La Haye-Fouassière, Saint-Fiacre-sur-Maine, Maisdon-sur-Sèvre, Château-Thébaud og Vertou i departementet Loire-Atlantique, men det blev flyttet til 2. oktober. Der køres i alt 11 omgange med en samlet distance på 182,8 km med start og mål i La Haie-Fouassière. Løbet er en del af UCI Europe Tour 2021. Den oprindelige 21. udgave blev i 2020 aflyst på grund af coronaviruspandemien.